# Ernesto Ghisi
Ernesto Ghisi (Tripoli, 3 aprile 1904 – Napoli, 23 febbraio 1984) è stato un calciatore italiano, di ruolo interno.
Era fratello maggiore di Pino Ghisi, che giocò insieme a lui nel Napoli, nell'Internaples, nel Vomero e nel Savoia, e pertanto era conosciuto anche come Ghisi I.

## Carriera
Nato a Tripoli (Libia), in seguito si trasferì in Italia con la sua famiglia. Nel 1919-20 debuttò, insieme al fratello, nel campionato di massima serie calcistica (allora Prima Categoria) vestendo la maglia del Naples, l'antesignana del Napoli. Nella stagione 1920-21 la squadra partenopea riuscì a superare la fase regionale e raggiunse le semifinali centro-sud, dove venne eliminata dal Livorno.
Nel 1922 si trasferì al Savoia di Torre Annunziata. Nella prima stagione in maglia oplontina Ghisi segnò 14 gol in 14 partite contribuendo agli ottimi risultati della squadra che arrivò in finale di Lega Sud dove venne eliminata dalla Lazio. La stagione successiva segnò meno reti (9) ma il suo contributo fu comunque essenziale per la squadra oplontina che riuscì nell'impresa di vincere il campionato di Lega Sud e di qualificarsi alla Finalissima Nazionale contro il Genoa. Alla fine Ghisi (e il Savoia) non riuscì a coronare il sogno di vincere lo scudetto, perdendo la finalissima contro i rossoblu genoani per 3-1 e 1-1, ma comunque restò la soddisfazione di essere vicecampioni d'Italia.
Nel 1925 in seguito al fallimento della squadra, Ghisi tornò all'Internaples (squadra nata dalla fusione tra Naples e Internazionale Napoli nell'ottobre 1922) dove con le sue reti (ben 19 in 14 partite) trascinò la squadra partenopea in Finale di Lega Sud (dove venne sconfitta dall'Alba di Roma). Nell'agosto 1926 l'FBC Internaples cambiò nome in AC Napoli e Ghisi venne confermato nella rosa della nuova società. La stagione 1926-27 era la prima stagione in cui le squadre del sud giocavano insieme alle squadre del nord e Ghisi, a causa del maggior tasso tecnico delle squadre settentrionali rispetto a quelle meridionali, non riuscì a ripetere i livelli delle stagioni precedenti, riuscendo a segnare solo due reti in 11 partite. Per la squadra partenopea fu un campionato disastroso, chiuso all'ultimo posto con 1 punto solo, ma la Federazione decise di graziare i partenopei annullando tutte le retrocessioni.
Ghisi giocò nel Napoli per quattro stagioni, segnando in totale 13 reti in 39 partite (considerando solo la Serie A a girone unico 7 presenze e 2 reti). Nell'estate 1930 venne acquistato dal A.C. Vomero, squadra allora militante in Prima Divisione (Lega Pro, ex Serie C). Chiuse la carriera nel Savoia, in Prima Divisione (stagione 1931-32).